# 蘇輔
苏辅（1483年—1541年），字伯忠，號滌溪，福建晋江县人，明朝政治人物。

## 生平
正德五年（1510年）庚午科福建鄉試舉人，正德九年（1514年）甲戌科二甲进士。嘉靖初年担任广东惠州府知府。因丁忧去职。此後歷知撫州府、瓊州府。晚年里居，與理学家、同乡陳琛交好。